# Золототрубов, Александр Михайлович
Алекса́ндр Миха́йлович Золототру́бов (11 ноября 1927 года, станица Кущёвская, Кубань — 7 марта 2009) — капитан 1 ранга в отставке, журналист, прозаик.

## Биография
В 1944—1945 годах — рядовой 105-го стрелкового полка 43-й стрелковой дивизии. В 1946 году учился в школе связи Черноморского флота и затем служил на эсминцах «Железняков» и «Сообразительный». В 1947 год — было доверено, как лучшему радисту эскадры надводных кораблей флота, с помощью переносной радиостанции обеспечивать связью И. В. Сталина, совершавшего на крейсере «Молотов» переход из Севастополя в Новороссийск. 1948 год — начал публиковаться во флотской газете «Флаг Родины».
1952 год — поступил в Киевское военно-морское политическое училище и одновременно на вечернее отделение факультета журналистики Киевского государственного университета. После окончания работал в газете «На страже Заполярья» Краснознаменного Северного флота.
В 1956 году вышла первая книга рассказов. В 1964 году по рекомендации К. М. Симонова был принят в Союз писателей СССР.
В последующие годы перешёл на работу к С. М. Будённому старшим адъютантом, помогал писать мемуары, руководил небольшим аппаратом маршала. С 1974 года — работал в журнале «Пограничник» редактором отдела художественной литературы, критики и библиографии. С 1987 года в отставке. Автор более сорока книг.
Скончался 7 марта 2009 года. Похоронен в Москве на Перепечинском кладбище.

## Фильмография
Книга Александра Золототрубова «Сталинградская битва. Зарево над Волгой» стала одним из источников, положенных в основу фильма «Сталинград» Федора Бондарчука.